# Chiropteris
Chiropteris é um gênero extinto que existiu do Permiano até o Triássico. Era uma gimnosperma vascularizada  que se reproduziam com semente. Tinha folhas semelhantes aos Ginkgos atuais.

## Localização
No Brasil, fósseis  gênero Chiropteris, foram localizados em afloramentos nos municípios de São Jerônimo e Mariana Pimentel no estado do Rio Grande do Sul e também em afloramentos nos municípios de Criciúma e Urussanga no estado de Santa Catarina. Foram encontrados adjacentes à Paleoflora de Glossopteris na Formação Rio Bonito e datam  da época Cisuraliana no período geológico Permiano.